# Agave promontorii
Agave promontorii är en sparrisväxtart som beskrevs av William Trelease. Agave promontorii ingår i släktet Agave och familjen sparrisväxter. Inga underarter finns listade i Catalogue of Life.